# Arctium tomentosum
La bardana tomentosa (Arctium tomentosum) és una espècie de planta en la família Asteraceae, originària d'Euràsia.
Altres noms: bardanera, llapassa, llepassa, llapasser, repalassa, llepassa. (https://www.termcat.cat/ca/diccionaris-en-linia/191/search/arctium%2Btomentosum%5BEnllaç+no+actiu%5D)

## Taxonomia
Arctium tomentosum fou descrita per la primera vegada per Philip Miller en 1768.

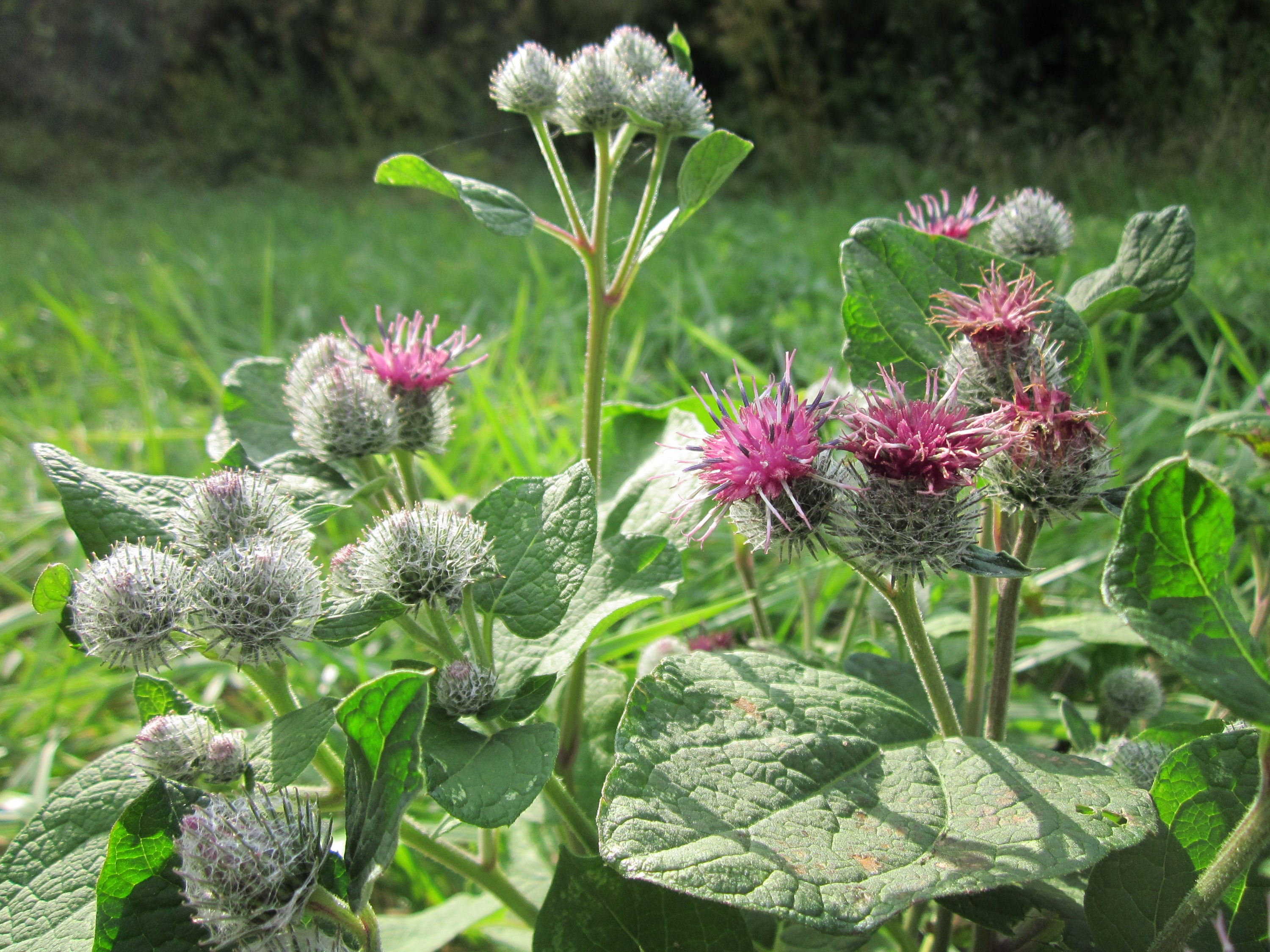
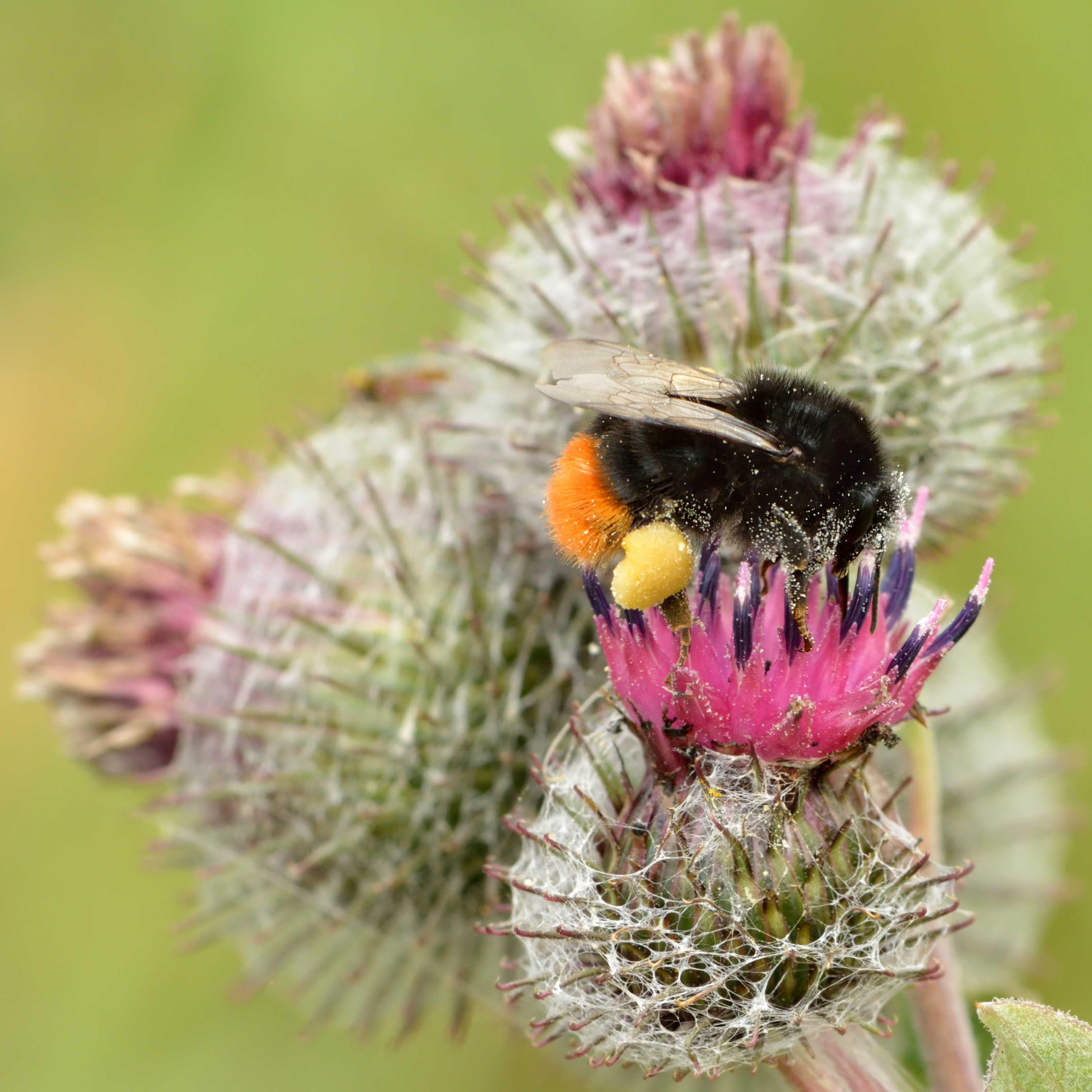
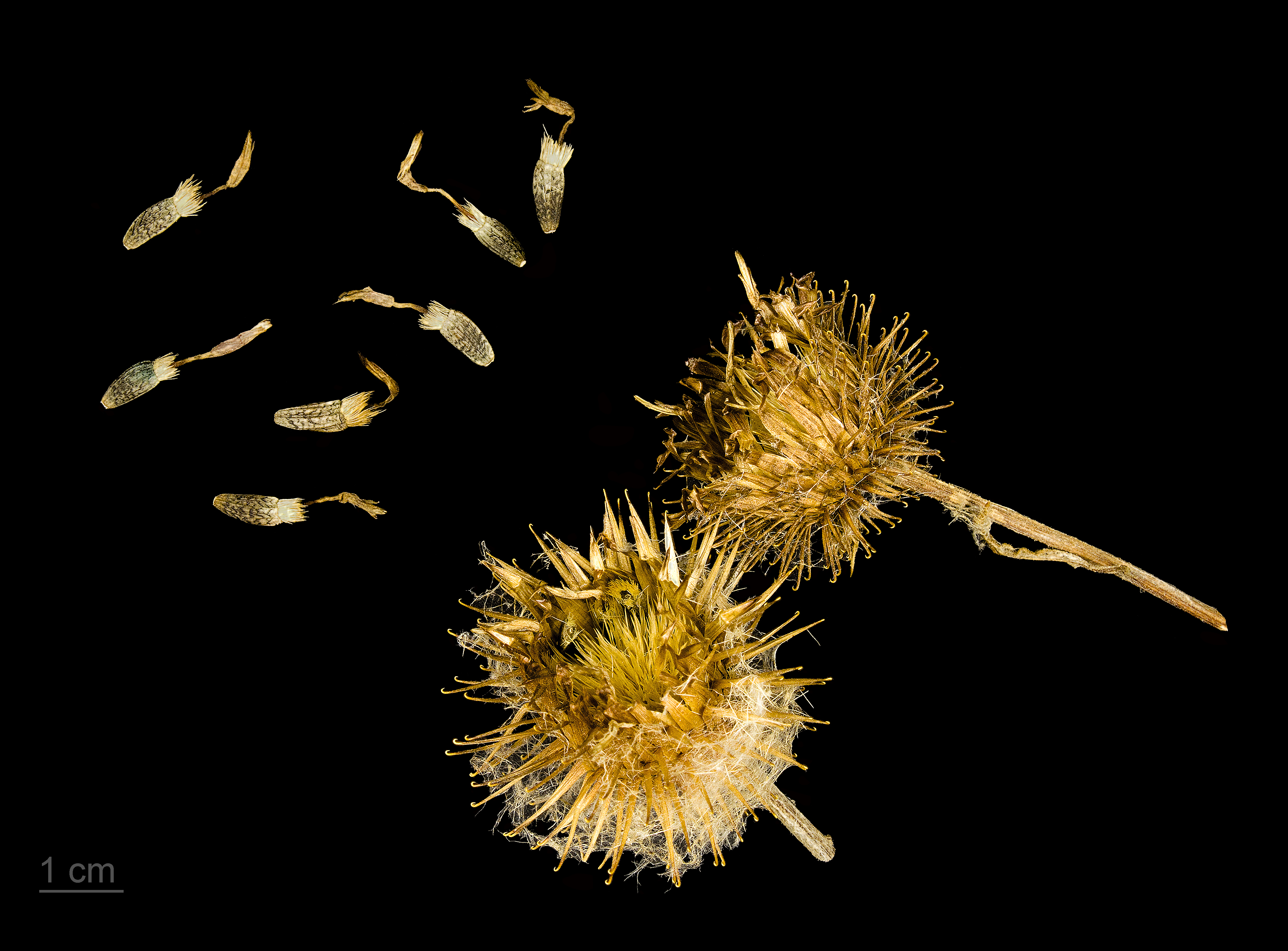
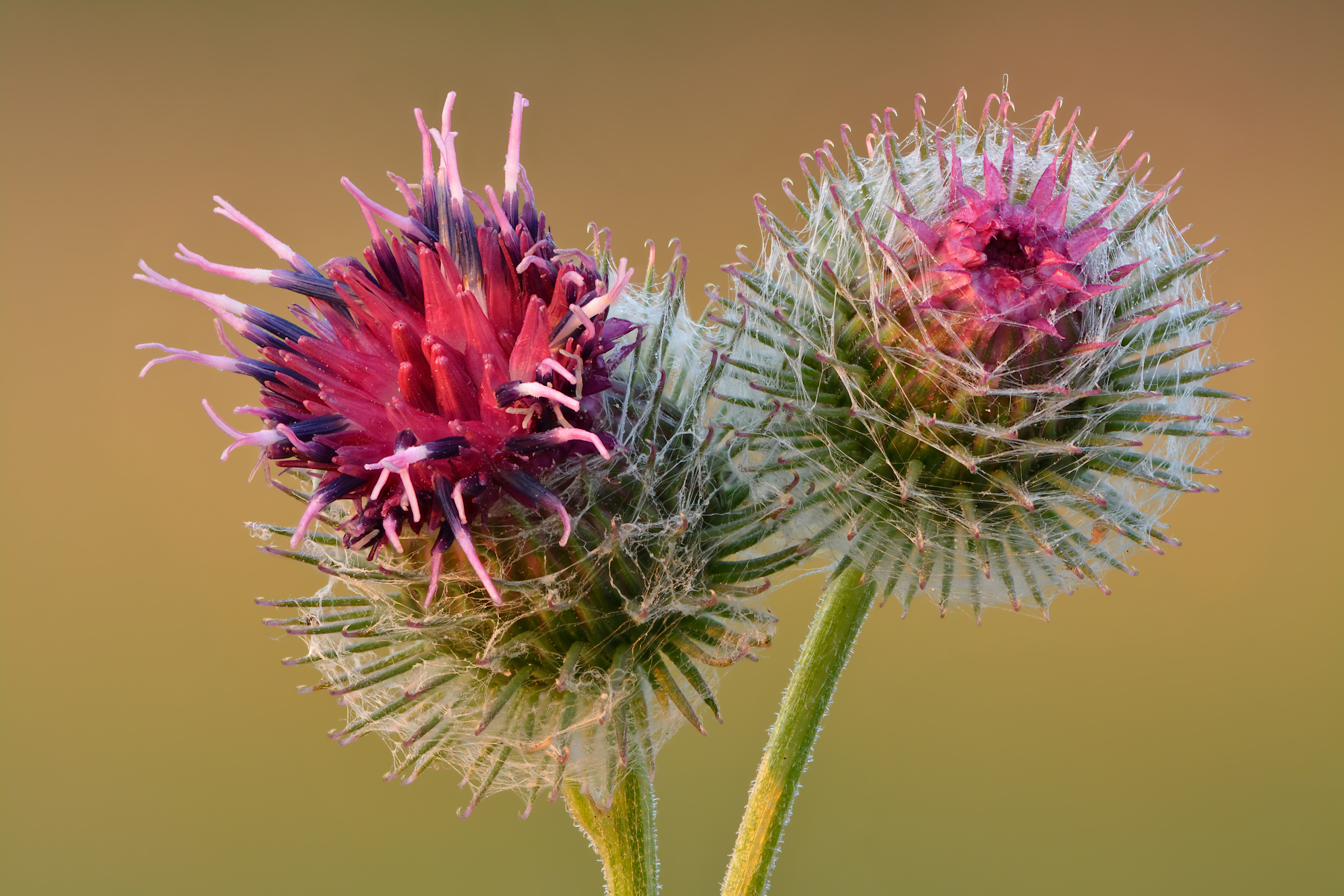